# Carrie Lam
Carrie Lam Cheng Yuet-ngor (chinês tradicional: 林鄭月娥; Hong Kong, 13 de maio de 1957) foi a Chefe do Executivo de Hong Kong até 2022, depois de vencer a eleição de 2017. Antes disso, ela foi Secretária-Chefe de Administração do Governo da RAE de Hong Kong, a mais alta hierarquia dos principais funcionários do território, de 2012 a 2017.
Depois de se formar na Universidade de Hong Kong, Lam ingressou na função pública em 1980 e atuou em vários escritórios e departamentos. Ela se tornou uma autoridade principal em 2007, quando foi nomeada Secretária de Desenvolvimento. Ela se tornou Secretária-Chefe sob o governo Leung Chun-ying em 2012. Ela chefiou o Grupo de Trabalho sobre Desenvolvimento Constitucional sobre a reforma política de 2013 a 2015 e manteve conversações com os líderes estudantis durante a chamada Revolução dos Guarda-chuvas.
Em janeiro de 2017, ela anunciou sua candidatura na eleição do Chefe do Executivo depois que renunciou como Secretária-Chefe. Lam ganhou a eleição com 777 votos no Comitê Eleitoral de 1 194 membros, sendo a primeira mulher eleita para o governo de Hong Kong e a primeira a se formar pela universidade local.